# I Do
I Do ist ein Lied der US-amerikanischen Sängerin Colbie Caillat. Es wurde in den USA am 7. Februar 2011 als erste Single aus ihrem dritten Album All for You veröffentlicht. In Deutschland erschien der Titel als Download-Single am 11. März 2011 und am 1. April als CD. Das Lied wurde von Colbie Caillat und Toby Gad geschrieben und von Greg Wells produziert.

## Komposition und Rezeption
I Do ist ein Popsong mit akustischem Sound und flotter Spielweise. Laut Caillat handelt das Lied vom Heiraten. Brian Voerding von AOL Radio sagte: „Caillat singt einen einfachen, unkomplizierten Titel, gut geeignet für einen sonnigen Tag.“ John Hill von About.com schrieb: „I Do führt mit dem akustischen Arrangement und dem Shuffle-Beat den typischen Sound von Colbies bisherigen Werken fort.“ Er kommentierte weiter, dass Caillat wie bei ihren vorherigen Hits wieder die Liebe das Thema des Stücks sei. Hill lobte die Verwendung einer Ukulele, da diese perfekt zur Stimmung des Lieds passe. Amy Sciarretto von Artistdirect meinte, das Lied sei „leicht und  luftig“, mit einer „eingängigen Melodie, die direkt ins Ohr geht.“

## Kommerzieller Erfolg
I Do debütierte am 12. Februar 2011 auf Platz 38 der Billboard Adult Popsongs. Eine Woche nach der Veröffentlichung debütierte I Do auf Platz 23 der Billboard Hot 100. In den deutschen Singlecharts erreichte die Single in 13 Chartwochen mit Rang 33 seine höchste Chartnotierung. In den deutschen Airplaycharts erreichte die Single für eine Woche die Spitzenposition.
| ChartsChartplatzierungen       | Höchstplatzierung | Wochen |
| ------------------------------ | ----------------- | ------ |
| Deutschland (GfK)              | 33 (13 Wo.)       | 13     |
| Österreich (Ö3)                | 30 (15 Wo.)       | 15     |
| Vereinigte Staaten (Billboard) | 23 (9 Wo.)        | 9      |